# 6463 Isoda
6463 Isoda este un asteroid din centura principală de asteroizi.

## Descriere
6463 Isoda este un asteroid din centura principală de asteroizi. A fost descoperit pe 13 ianuarie 1994 la Kitami de Kin Endate și Kazuro Watanabe. El prezintă o orbită caracterizată de o semiaxă mare de 2,62 ua, o excentricitate de 0,18 și o înclinație de 11,9° în raport cu ecliptica.